# Pancalia nodosella
Pancalia nodosella ist ein Schmetterling (Nachtfalter) aus der Familie der Prachtfalter (Cosmopterigidae).

## Merkmale
Die Falter erreichen eine Flügelspannweite von 12 bis 14 Millimeter. Von den ähnlichen Arten Pancalia schwarzella und Pancalia baldizzonella unterscheidet sich P. nodosella durch folgende Merkmale: Der orangebraune Bereich auf den Vorderflügeln ist bei P. nodosella ausgeprägter. Der erste Costalfleck und der erste Dorsalfleck sind verschmolzen und bilden eine schräg nach innen verlaufende Binde, die fast bis zum Flügelinnenrand reicht. Der zweite subdorsale Fleck ist auf wenige, fahl goldglänzende Schuppen reduziert oder fehlt ganz. Bei den Weibchen sind die Fühler abrupter verdickt und bis zu dreimal dicker als an der Basis. Die Schuppen stehen in diesem Bereich deutlicher ab.
Bei den Männchen sind die Valven ungefähr gleich lang, die linke ist etwas breiter und hat einen stark konkaven ventralen Rand, während der ventrale Rand der rechten Valve nahezu gerade ist. Die Valvellae sind kurz. Die linke Valvella hat 1/3 der Länge der linken Valve, die rechte Valvella hat 1/6 der Länge der rechten Valve. Der Aedeagus hat einen scharf zulaufenden Apex, der mit einer Anzahl von Nadeln versehen ist.
Bei den Weibchen ist das Sterigma nur schwach sklerotisiert. Das Ostium weist hinten einen leicht gebogenen, stark sklerotisierten Rand auf. Der Ductus bursae weitet sich etwas in Richtung des Corpus bursae. Im Abschnitt zwischen Ductus seminalis und Corpus bursae verläuft er in einer vollständigen Schleife. Das Corpus bursae ist eiförmig und besitzt zwei sehr kleine und undeutliche Signa. Charakteristisch für die Art sind die Form des Sterigma, der gewendelte Ductus bursae und die kleinen Signa des Corpus bursae.

## Verbreitung
Pancalia nodosella ist in Nord- und Mitteleuropa beheimatet. Im Norden reicht das Verbreitungsgebiet bis zu den Sandstränden Hollands und Lettlands, im Osten reicht es über den Kaukasus und Zentralasien bis Kirgisistan. Im Westen ist die Art über Frankreich und Spanien bis Portugal verbreitet.

## Biologie
Die Raupen entwickeln sich an Sand-Stiefmütterchen (Viola tricolor curtisii). Sie leben von Juni bis Juli und minieren zunächst im Blattstiel und gelegentlich auch in den Blättern, wobei eine Platzmine entsteht. Später skelettieren sie die Blattoberseiten. Manchmal minieren die Raupen auch im Blütenstängel, wodurch ein auffälliger langer weißlicher Fraßgang entsteht. Die letzten Stadien bohren sich in den Stängel, der ockerfarbene oder hellbraune Raupenkot wird durch das Eingangsloch ausgeworfen und sammelt sich in den Blattachseln. In diesem Stadium wird auch die Epidermis des Stängels gefressen, was zum Welken der Pflanze führt. Der Fraßplatz ist von einem leichten Gespinst umgeben, in welchem sich die Raupen recht schnell in ihren Fraßgängen hin und her bewegen. Die Fraßgänge reichen später bis in den Boden, wo die Raupen an der Borke der Wurzeln fressen. Sie verpuppen sich im Spätsommer in einem festen, mit Sand bedeckten Seidenkokon zwischen den Wurzeln. Die Falter fliegen an sonnigen Tagen ab Mitte April bis Anfang Juni.

## Systematik
Aus der Literatur sind folgende Synonyme bekannt:
- Oecophora nodosella Bruand, [1851]